# Szociológiai Könyvtár
A Szociológiai Könyvtár egy 20. század eleji magyar szociológiai könyvsorozat volt. A sorozat a következő 10, számozatlan kötetet tartalmazta:
- [1] Finot Jean: A fajok problémája. Fordította dr. Zalai Béla. (232 l.) 1909
- [2] Guyau M.: A vallás szociológiája. Fordította Rudas László. (383 l.) 1909
- [3] Kropotkin Péter: A kölcsönös segítség mint természettörvény. Fordította Madzsar József dr. (230 l.) 1908
- [4] Le Dantec Félix: A biológia filozófia elemei. Fordította Lorencz Viktor. A fordítást átnézte Madzsar József dr. 203 l.
- [5] Menger Antal: A jövő állama. Fordította Ormos Ede dr. (XII. 209 l.) 1908
- [6] Westermarck Edward: Az emberi házasság története. Fordította Harkányiné Weiser Ella. 352 l.
- [7] Dániel Arnold: Föld és társadalom. 1912. 322 l.
- [8] Leopold Lajos, ifj.: A presztizs. 1912. 243 l.
- [9] Méray–Horváth Károly: Társadalomtudomány mint természettudomány. 1912. 261 l.
- [10] Vámos Jenő: Városélelmezés és földreform. 1915. 165 l.